# نقش‌مایه ابر
نقش مایه ابر، ریشه در تعاملات فرهنگ نگارگری ایران، با دگر ممالک شرق داشته‌است. هنگامی که مغولان در سده هفتم هجری بر سرزمین چین و ایران مستولی شدند، تعاملی بین فرهنگ ایران و چین در سرعت و وسعت بالا آغاز گردید. تا آنجا که به خصوص هنرهای تجسمی ایران تحت تأثیر فرهنگ چین قرار گرفت.
سابقه ارتباط ایران با چین بسیار دیرینه است. این ارتباط همواره ماهیت بازرگانی و فرهنگی داشته، و با ورود کالاهای چینی به ایران و آغاز داد و ستد و بازرگانی میان این دو کشور، و به خصوص کالاهای هنری، موجبات تعامل هنری بین دو تمدن چین و ایران برقرار گردیده‌است. در عصر سیطره مغولان بر ایران، دو تحول مهم در تاریخ هنرهای تجسمی ایران اتفاق افتاد. اولین اتفاق، در حوزه فعالیت ارباب قلم نی یعنی ابداع خط نستعلیق و دومین اتفاق در حوزه فعالیت ارباب قلم مو یعنی اختراع اصول و قواعد هفتگانه نگارگری (هفت اصل نگارگری ایرانی یا اصول هفتگانه هنر ایران) بود که در نوشته دوست محمد هروی در دیباچه مرقع بهرام میرزا، استاد احمد موسی، به عنوان مبدع آن معرفی شده‌است. در تبارشناسی هنر کهن، در واقع برای فراگیری نگارگری، اصلی‌ترین مسئله برای فعالان این حوزه، یادگیری همین هفت اصل بنیادین بود. اصل نقش مایه ابر پنجمین اصل از هفت اصل نگارگری ایرانی شناخته می‌شود، که تا قبل از دوران معاصر، به هفت فرم متفاوت یعنی دلالت به ابر واقعی، اژدها، سیمرغ، حیوانات افسانه ای، اسلیمی ماری (بترمه)، هاله دور سر انبیا و نیز به شکل فرم انتزاعی در کاغذ ابری و نقوش سنگ مرمر تصور یافت. در این حین باید به این نکته شاره داشت که کاربرد این اصل از دوران صفوی به بعد دچار سیر نزولی گردید. کارکرد نقش مایه ابر در سه گروه مختلف قابل بررسی است؛ گروه اول که اصل ابر را با همان کارکردهای قدیم استفاده نموده‌اند، گروه دوم، که سیلان خطوط طراحی آنها، بر اصل ابر استوار است و گروه سوم صاحبان آثاری که نقش مایه ابر را در شکل فرمالیستی آن بکار برده‌اند.